# قورباغه‌های پرشی
قورباغه‌های پرشی (به لاتین: Ranixalidae) یک خانواده از قورباغه‌ها است که معمولاً به عنوان «قورباغه‌های پرشی» یا «قورباغه‌های هندی» شناخته می‌شوند. آن‌ها بومی مرکز و جنوب هند هستند.

## سرده‌ها
دو سرده با ۱۸ گونه وجود دارد:
- هندقورباغه‌ها لورنت، ۱۹۸۶– ۱۴ گونه
- Walkerana دهنوکار، موداک، کروثا، نمیر، پدهی و مُلور، ۲۰۱۶– ۴ گونه